# Fabrice Herzog
 (juillet 2024).
Fabrice Herzog, né le 9 décembre 1994 à Frauenfeld, est un joueur suisse de hockey sur glace. Il joue au poste d'attaquant.

## Biographie

### Origines
Fabrice Herzog naît le 9 décembre 1994 à Frauenfeld, dans le canton de Thurgovie.

### Jeunesse
Débutant au EHC Frauenfeld, Fabrice Herzog est formé en Suisse orientale, évoluant pour le EHC Winterthour en U15, puis le Pikes EHC Oberthurgau de U15 à U17, le SC Herisau en U17. Le EV Zoug le repère et l'intègre à son système junior en 2011-2012.[réf. souhaitée]
Lors du repêchage d'importation de la Ligue canadienne de hockey (LCH) en 2013, il est sélectionné en 42e position par les Remparts de Québec, évoluant dans la  Ligue de hockey junior Maritimes Québec (LHJMQ). Le 30 juin 2013, il est sélectionné par les Maple Leafs de Toronto en 142e position lors du cinquième tour du repêchage d'entrée de la Ligue nationale de hockey (LNH).
Il rejoint l'Amérique du Nord en vue de la saison suivante. Il intègre le contingent des Remparts et connaît un bon début de saison avec eux.

### En club
En avril 2014, Herzog obtient un contrat d'essai amateur avec le club école des Maple Leafs, les Marlies de Toronto. Il dispute cinq matchs dans la Ligue américaine de hockey avec eux.
En juin 2014, il signe un contrat d'un an avec Zoug. Il signe un contrat de deux ans avec les ZSC Lions. En juillet 2015, il retourne au Canada pour effectuer le camp des espoirs des Maple Leafs, mais ne parvient pas à être retenu par l'équipe et revient en Suisse pour disputer la saison avec Zurich. En 2016, il remporte la Coupe de Suisse avec les Lions, bien qu'il soit suspendu pour la finale.
En décembre 2017, pour la 91e édition de la Coupe Spengler, les organisateurs invitent l'équipe nationale suisse. Herzog est retenu dans la sélection qui se rend jusqu'en finale. Au terme de la saison, il fête son premier titre de champion de Suisse.
Alors que la saison 2018-2019 bat son plein, il s'engage avec le HC Davos pour les deux prochaines saisons. En février 2021, Il signe un contrat de deux ans avec son club formateur, l'EV Zoug. Au terme de la saison, il dispute la finale de la Coupe de Suisse et s'incline avec Davos.
En septembre 2022, juste avant la reprise du championnat, il s'entend avec Zoug pour trois années supplémentaires.

### Carrière internationale
Herzog représente la Suisse sur la scène internationale. En carrière junior, Il participe au Championnat du monde U18 de 2012 (la Suisse se classe à la 7e place du tournoi) et au Championnat du monde junior de 2014 (la Suisse se classe à la 7e place du tournoi).
Dans le cadre de la préparation du Championnat du monde de 2015, l'entraineur de l'équipe suisse, Glen Hanlon, le sélectionne pour la première fois. Lors de la troisième semaine, il est renvoyé à la maison. Bien qu'appelé pour disputer la Deutschland Cup de 2015, il doit y renoncer à la suite d'une blessure. À nouveau appelé pour la préparation en vue du Championnat du monde de 2016, il quitte l'équipe pour des raisons privées.
Il participe au Championnat du monde de 2017 (la Suisse se classe à la 6e place du tournoi), de 2021 (la Suisse se classe à la 6e place du tournoi), de 2022 (la Suisse se classe à la 5e place du tournoi), de 2023 (la Suisse se classe à la 5e place du tournoi) et de 2024 (la Suisse se rend jusqu'en finale et est sacrée vice-championne du monde).
Il fait partie du contingent[réf. nécessaire] disputant les Jeux olympiques de 2018 et de 2022.
Il participe à l'Euro Hockey Tour de la saison 2022-2023 (la Suisse se classe à la 4e place du tournoi) et de la saison 2023-2024 (la Suisse se classe à la 4e place du tournoi).

### Suspensions et amendes
Son historique est le suivant : un match et sept cent CHF, pour une charge à la tête contre Johan Fransson en octobre 2015; deux matchs et sept cent CHF, pour une charge à la tête contre Fabian Lüthi en décembre 2015; un match et mille six cent cinquante CHF, pour avoir frappé Marco Maurer en janvier 2016; quatre matchs et deux mille neuf cent vingt CHF, pour une charge à la tête contre Dan Weisskopf en novembre 2016. Le 14 février 2021, il charge violemment Eric Blum, qui souffre d'une commotion cérébrale, d'une fracture du nez et de blessures à l'épaule. La carrière de Blum est terminée avec cette blessure dont il ne guérit pas vraiment et ce dernier dépose une plainte civile dans le canton de Berne à l'encontre de Fabrice Herzog en décembre 2021.

### Vie privée
Il rencontre son épouse, née Tamara Hauser, durant son adolescence, Le frère de cette dernière est le gardien de son équipe. Il se marie avec elle en 2015. Ils ont ensemble deux enfants,.

## Statistiques

### En club

#### Championnat
| Saison        | Équipe                | Ligue            |     | Saison régulière | Saison régulière | Saison régulière | Saison régulière | Saison régulière |    | Séries éliminatoires | Séries éliminatoires | Séries éliminatoires | Séries éliminatoires | Séries éliminatoires |
| Saison        | Équipe                | Ligue            | PJ  | B                | A                | Pts              | Pun              | PJ               | B  | A                    | Pts                  | Pun                  |                      |                      |
| 2010-2011     | Pikes EHC Oberthurgau | 1re Ligue        | 2   | 0                | 0                | 0                | 0                | -                | -  | -                    | -                    | -                    |                      |                      |
| 2011-2012     | EV Zoug U20           | Juniors Élites A | 35  | 18               | 14               | 32               | 45               | 10               | 6  | 2                    | 8                    | 6                    |                      |                      |
| 2012-2013     | EV Zoug U20           | Juniors Élites A | 32  | 28               | 17               | 45               | 26               | 4                | 3  | 2                    | 5                    | 2                    |                      |                      |
| 2012-2013     | EV Zoug               | LNA              | 20  | 2                | 2                | 4                | 6                | -                | -  | -                    | -                    | -                    |                      |                      |
| 2013-2014     | Remparts de Québec    | LHJMQ            | 61  | 32               | 26               | 58               | 34               | 5                | 3  | 2                    | 5                    | 4                    |                      |                      |
| 2013-2014     | Marlies de Toronto    | LAH              | 5   | 0                | 0                | 0                | 0                | -                | -  | -                    | -                    | -                    |                      |                      |
| 2014-2015     | EV Zoug               | LNA              | 43  | 6                | 3                | 9                | 16               | 6                | 0  | 3                    | 3                    | 0                    |                      |                      |
| 2015-2016     | ZSC Lions             | LNA              | 34  | 9                | 13               | 22               | 57               | 4                | 2  | 0                    | 2                    | 0                    |                      |                      |
| 2016-2017     | ZSC Lions             | LNA              | 44  | 9                | 11               | 20               | 14               | 6                | 2  | 1                    | 3                    | 4                    |                      |                      |
| 2017-2018     | ZSC Lions             | NL               | 46  | 7                | 8                | 15               | 57               | 18               | 6  | 2                    | 8                    | 6                    |                      |                      |
| 2018-2019     | ZSC Lions             | NL               | 41  | 6                | 6                | 12               | 33               | 5                | 0  | 0                    | 0                    | 2                    |                      |                      |
| 2019-2020     | HC Davos              | NL               | 50  | 14               | 17               | 31               | 36               | -                | -  | -                    | -                    | -                    |                      |                      |
| 2020-2021     | HC Davos              | NL               | 33  | 18               | 12               | 30               | 59               | 3                | 0  | 1                    | 1                    | 0                    |                      |                      |
| 2021-2022     | EV Zoug               | NL               | 38  | 15               | 11               | 26               | 18               | 15               | 7  | 7                    | 14                   | 4                    |                      |                      |
| 2022-2023     | EV Zoug               | NL               | 52  | 15               | 16               | 31               | 12               | 11               | 3  | 4                    | 7                    | 0                    |                      |                      |
| 2023-2024     | EV Zoug               | NL               | 52  | 18               | 16               | 34               | 14               | 11               | 4  | 5                    | 9                    | 4                    |                      |                      |
| Totaux LNA/NL | Totaux LNA/NL         | Totaux LNA/NL    | 453 | 119              | 115              | 234              | 322              | 79               | 24 | 23                   | 47                   | 20                   |                      |                      |

#### Tournoi
| Saison    | Équipe        | Compétition         |    | PJ | B | A | Pts | Pun                           |  | Résultat |
| 2012      | EV Zoug       | Trophée Européen    | 3  | 0  | 0 | 0 | 0   | 2e place de la division Ouest |  |          |
| 2014-2015 | EV Zoug       | Ligue des Champions | 6  | 0  | 1 | 1 | 2   | 2e place du groupe H          |  |          |
| 2014-2015 | EV Zoug       | Coupe de Suisse     | 1  | 2  | 2 | 4 | 0   | Huitième de finale            |  |          |
| 2015-2016 | ZSC Lions     | Ligue des Champions | 6  | 2  | 0 | 2 | 4   | Premier tour                  |  |          |
| 2015-2016 | ZSC Lions     | Coupe de Suisse     | 3  | 1  | 2 | 3 | 2   | Vainqueur                     |  |          |
| 2016-2017 | ZSC Lions     | Ligue des Champions | 10 | 2  | 0 | 2 | 6   | Quart de finale               |  |          |
| 2016-2017 | ZSC Lions     | Coupe de Suisse     | 2  | 1  | 0 | 1 | 6   | Huitième de finale            |  |          |
| 2017-2018 | ZSC Lions     | Ligue des Champions | 9  | 3  | 1 | 4 | 8   | Quart de finale               |  |          |
| 2017-2018 | ZSC Lions     | Coupe de Suisse     | 2  | 0  | 1 | 1 | 2   | Huitième de finale            |  |          |
| 2017      | Équipe Suisse | Coupe Spengler      | 3  | 0  | 3 | 3 | 2   | Finaliste                     |  |          |
| 2018-2019 | ZSC Lions     | Ligue des Champions | 6  | 0  | 1 | 1 | 4   | Huitième de finale            |  |          |
| 2018-2019 | ZSC Lions     | Coupe de Suisse     | 2  | 2  | 0 | 2 | 0   | Huitième de finale            |  |          |
| 2019-2020 | HC Davos      | Coupe de Suisse     | 4  | 2  | 1 | 3 | 4   | Finaliste                     |  |          |
| 2019      | HC Davos      | Coupe Spengler      | 1  | 0  | 0 | 0 | 2   | Quart de finale               |  |          |
| 2021-2022 | EV Zoug       | Ligue des Champions | 6  | 1  | 2 | 3 | 4   | 3e place du groupe D          |  |          |
| 2022-2023 | EV Zoug       | Ligue des Champions | 12 | 4  | 4 | 8 | 2   | Demi-Finale                   |  |          |

## En équipe nationale
| Année     | Équipe     | Compétition                 |    | PJ | B | A | Pts | Pun               |  | Résultat |
| 2012      | Suisse U18 | Championnat du monde U18    | 6  | 2  | 0 | 2 | 0   | 7e place          |  |          |
| 2014      | Suisse U20 | Championnat du monde junior | 5  | 3  | 0 | 3 | 0   | 7e place          |  |          |
| 2017      | Suisse     | Championnat du monde        | 8  | 3  | 0 | 3 | 0   | 6e place          |  |          |
| 2018      | Suisse     | Jeux olympiques             | 3  | 0  | 1 | 1 | 0   | 10e place         |  |          |
| 2021      | Suisse     | Championnat du monde        | 6  | 2  | 1 | 3 | 2   | 6e place          |  |          |
| 2022      | Suisse     | Jeux olympiques             | 5  | 1  | 1 | 2 | 2   | 8e place          |  |          |
| 2022      | Suisse     | Championnat du monde        | 8  | 3  | 3 | 6 | 2   | 5e place          |  |          |
| 2022-2023 | Suisse     | Euro Hockey Tour            | 7  | 0  | 1 | 1 | 0   | 4e place          |  |          |
| 2023      | Suisse     | Championnat du monde        | 8  | 1  | 2 | 3 | 2   | 5e place          |  |          |
| 2023-2024 | Suisse     | Euro Hockey Tour            | 9  | 0  | 2 | 2 | 0   | 4e place          |  |          |
| 2024      | Suisse     | Championnat du monde        | 10 | 0  | 1 | 1 | 2   | Médaille d'argent |  |          |

## Trophées et honneurs personnels

### Ligue nationale A/National League
- Champion de Suisse 2018 avec le ZSC Lions.

- Champion de Suisse 2022 avec le EV Zoug.

### Coupe de Suisse
- Vainqueur en 2016 avec le ZSC Lions.

- Finaliste en 2020 avec le HC Davos.

### Coupe Spengler
- Finaliste en 2017 avec l'Équipe Suisse.

### Équipe nationale
- Vice-champion du monde en 2024.